# عبدالعزیز العنبری
عبدالعزیز العنبری (انگلیسی: Abdulaziz Al-Anberi) (زاده ۳ ژانویه ۱۹۵۴) بازیکن سابق فوتبال اهل کویت است.
وی عضو تیم ملی فوتبال کویت در جام جهانی فوتبال ۱۹۸۲ بوده است.